# جورج حبيقة
جورج حبيقة هو مصمم أزياء لبناني، بدأ عشقه للأزياء عندما كان صغيرًا. أسس دار جورج حبيقة للأزياء الراقية والملابس الجاهزة.
بدأ بعرض مجموعات الخياطة الرفيعة ضمن أسبوع الموضة في باريس في عام 1994، وبعد ذلك بدأ بتصميم الملابس الجاهزة. اعترفت غرفة النقابة للأزياء الراقية (بالفرنسية: Chambre Syndicale de la Haute Couture) بجورج حبيقة رسميًا كعضو ضيف. وتتميز تصاميمه بالنعومة والأنوثة وجذبت تصاميمه ممثلات ومغنيات من هوليوود والعالم مثل: آناصوفيا روب وكيم كردشيان وسيلينا غوميز وجينيفر لوبيز وجوليا ستايلس وجوليت لويس وكايتي بيري وإيفا لانغوريا وآنيت بنينغ وجين فوندا وهيلاري سوانك وجولي بوين وإميلي دي رافن وهولي هنتر وفانيسا هادجنز وديان كروغر. وصمم الفستان الذي ارتدته ملكة جمال لبنان 2001 كريستينا صوايا خلال حفل مسابقة ملكة الجمال الدولي 2002 والذي توجت باللقب فيه.
في 2022، ظهر جاد حبيقة -نجل المصمم اللبناني- باعتباره مديرًا إبداعيًا مشاركًا لدار الأزياء إلى جانب والده. ومع ذلك، فإن مشاركة جاد في نمو العلامة التجارية تمتد إلى ست سنوات مضت قبل اعتلائه المنصب. ابتداءً من عام 2016، ساهم بنشاط في العلامة التجارية، حيث قدم أفكاره وساعد في إنشاء مجموعات لجذب العملاء الأصغر سناً والمحددين للموضة. ومن خلال جهوده، خطت العلامة التجارية خطوات كبيرة نحو اكتساب الاعتراف الدولي وتطوير صورتها.
يمتلك اليوم حبيقة ويدير دار الأزياء الخاصة به والتي تضم أربعة خطوط: جورج حبيقة كوتور – جورج حبيقة للعرائس – جورج حبيقة سيجنتشر – GH لجورج حبيقة. يدير جورج حبيقة علامة الأزياء من المتجر الخاص به في شارع رويال في باريس ومن مقر مشغله في بيروت.

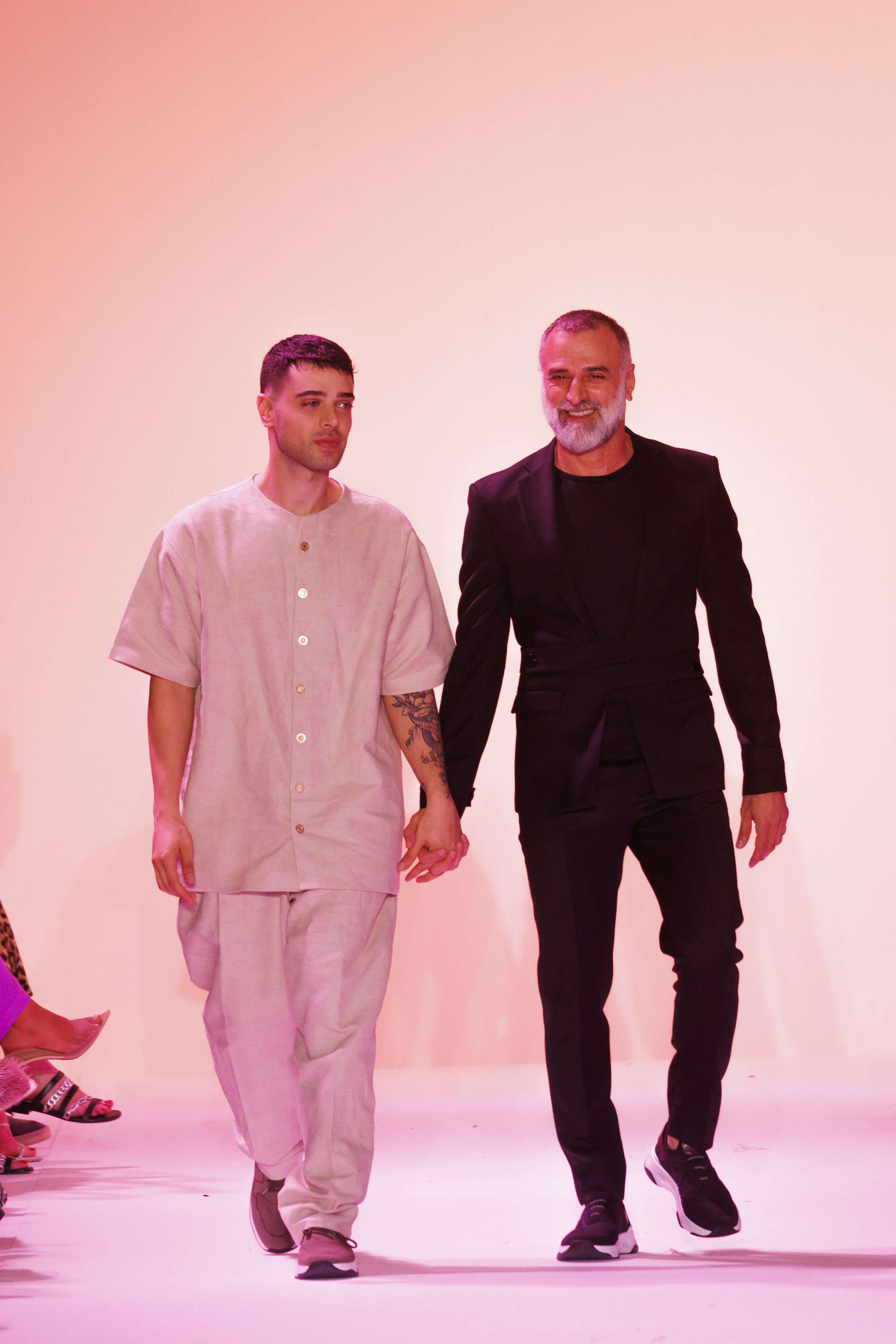
جاد حبيقة المدير الإبداعي المشارك لدار جورج حبيقة إلى جانب والده منذ عام 2022.